# Socket FM1
Socket FM1は、AMDより2011年11月よりリリースされた、統合されたGPUと統合されたノースブリッジとCPUの使用のために新しく開発されたFusion APUのメインストリーム向けA-Series(Llano)プロセッサ及びLlano派生のAthlon II向けに開発されたCPUソケットである。

## 概要
このソケットとチップセットで採用の最大の変更点は、マザーボード上のノースブリッジが（それがCPUに統合されているように）排除され、唯一のサウスブリッジは、PCI上のUnifiedメディアインタフェース（UMI）であるということで、PCI Express規格をベースに、CPUに接続されている。新しいサウスブリッジはまた、初めて統合されたUSB3.0コントローラ（A75）が含まれている。

## 採用製品
CPU
- AMD
  - K10
    - Llano 世代

チップセット
- AMD
  - A Series